# Henry Jermyn, 1:e baron Dover
Henry Jermyn, 1:e baron Dover, känd som earlen av Dover, född omkring 1636, död den 6 april 1708, var en brittisk peer, sonson till sir Thomas Jermyn (död 1645), son till Thomas Jermyn (död 1659), bror till Thomas Jermyn, 2:e baron Jermyn och brorson till Henry Jermyn, 1:e earl av Saint Albans.  
Dover tillhörde de inflytelserikaste medlemmarna av den romersk-katolska kabalen vid Jakob II:s hov. Han upphöjdes  1685 av Jakob till baron Dover och 1689, efter ärorika revolutionen, till earl av Dover. Dover stred i Jakobs här vid Boyne (1690), men lyckades sedan bli försonad med Vilhelm III. Den jakobitiska titeln erkändes aldrig av den engelska regeringen, men användes ändå allmänt.